# Theo Hotz

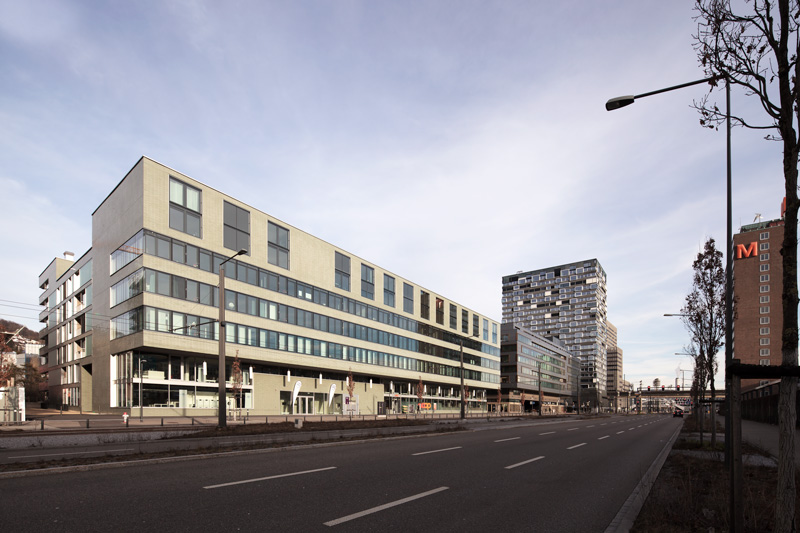
Hardturmpark, Zürich

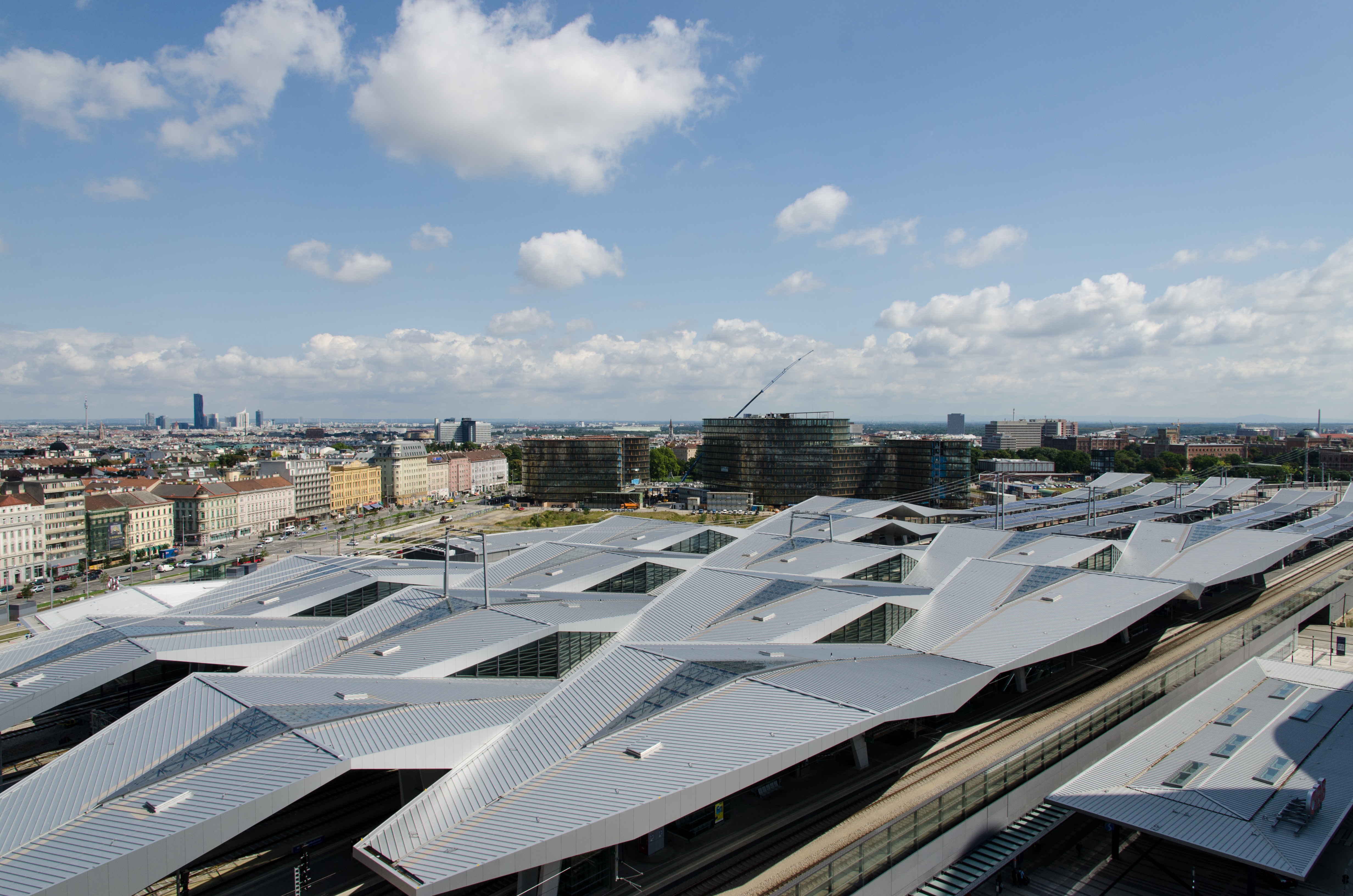
Hauptbahnhof Wien

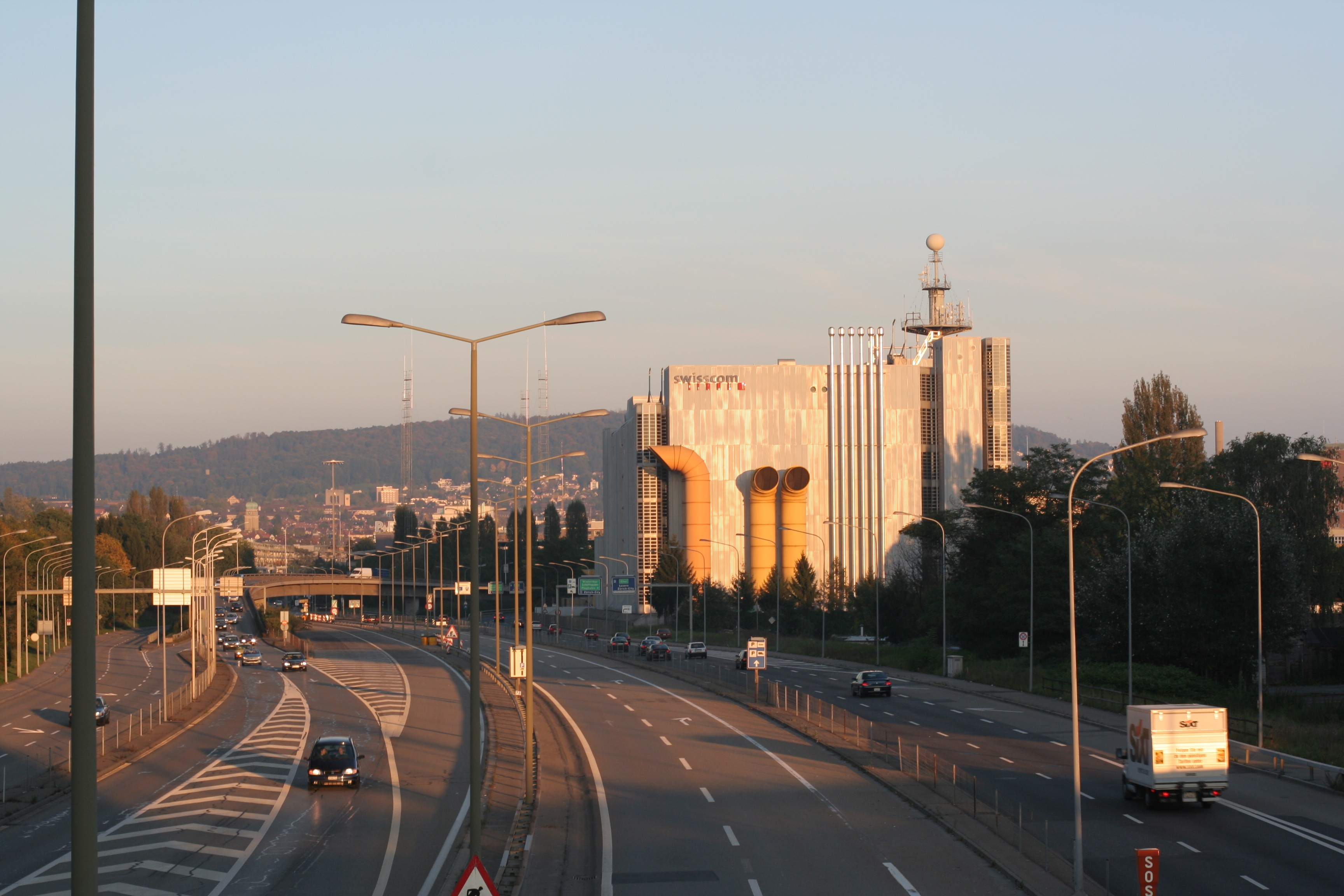
Fernmeldezentrum Herdern

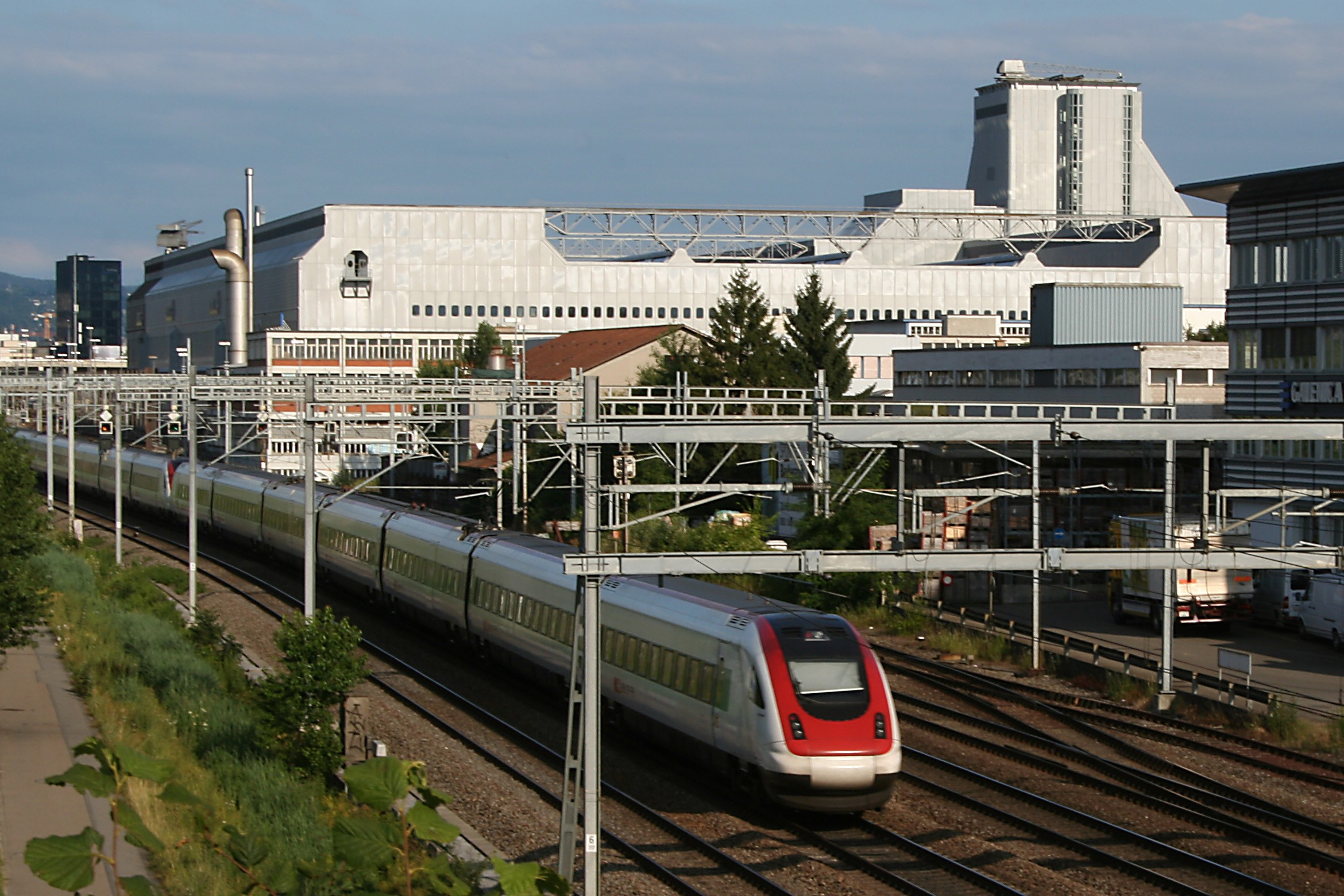
Briefverteilzentrum Mülligen

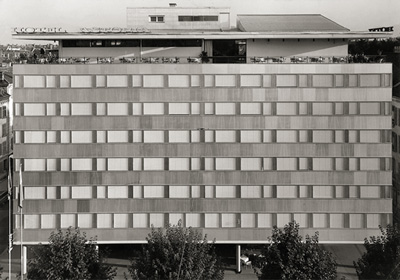
Hotel Astoria, Luzern

Theo Hotz (* am 2. August 1928 in Oberrieden; † 19. März 2018 in Meilen) war ein Schweizer Architekt.

## Leben
Theo Hotz eröffnete nach einer Hochbauzeichnerlehre 1949 mit 21 Jahren sein eigenes Architektur-Büro in Zürich. Dieses wurde nach einer Partnerschaft mit Fedor Altherr (1950–55) und Max P. Kollbrunner (1956–65) 1974 in eine Aktiengesellschaft umgewandelt.
2011 wurde die Theo Hotz Partner AG gegründet. Gleichzeitig hat Theo Hotz das operative Geschäft an neue Partner (Stefan Adler, Peter Berger, Robert Surbeck) übergeben; 2015 zog er sich in den Verwaltungsrat zurück.
Theo Hotz engagierte sich auf vielfältige Art auf kultureller und architektonischer Ebene. Er war Stiftungsrat im Architekturmuseum Basel (1995–1999) und im Baukollegium der Stadt Zürich (1986–1998). Seit 1981 war er Mitglied im Verband der Schweizer Ingenieure und Architekten (SIA) sowie im Bund der Schweizer Architekten (BSA). Zusammen mit seiner Frau Elsa war er ein bedeutender Kunstsammler und engagierte sich von 1978 bis 1987 in der Sammlungskommission Kunsthaus Zürich.

## Werk
Wichtige Stationen des Frühwerks waren der Bau der Bezirksschule in Wettingen (1954–1957) sowie des Hotels Astoria in Luzern (1955–1957).
In den siebziger und achtziger Jahren wurde er auch international bekannt mit typologisch sehr technikbezogenen Grossbauten wie dem Fernmeldebetriebszentrum in Zürich-Herdern (1972–1978) und dem Paketverteilzentrum in Zürich-Mülligen (1981–1985). Beide Bauwerke stellten auch eine neue städtebauliche Torsituation an der Zürcher Stadtgrenze dar. Mit dem Bau des Paketverteilzentrums realisierte er mit einem umbauten Raum von circa einer Million Kubikmetern einen der grössten Hochbauten in der Schweiz.
Beim Neubau EMPA in St. Gallen (1993–1996) gelangte die Photovoltaik-Technologie in grossem Umfang zum Einsatz. Den Bau der Halle 1 der Messe Basel (1998–1999) realisierte das Büro in einem Zeitrahmen von nur sieben Monaten.
Seit dem Ende der Achtzigerjahre errichtete Hotz mit dem Geschäftshaus Apollo am Stauffacher, dem Haus am Löwenplatz, dem Konferenzzentrum Grünenhof oder dem Feldpausch-Haus an der Bahnhofstrasse in der Zürcher Innenstadt Bauten frei von historisierender Nostalgie. Seine Wohnbauten oder Wohnsiedlungen wurzeln ebenfalls in der Tradition der Moderne. Vom Mehrfamilienhaus in der Bäckerstrasse reicht die Spannweite bis hin zu grossmassstäblichen Siedlungsvorhaben wie dem Kappeli-Areal in Altstetten oder dem Regina-Kaegi-Hof in Oerlikon.
Beachtung fand das im Jahr 2002 fertiggestellte Bürogebäude der Computerfirma Paninfo an der Autobahn in Brüttisellen sowie 2007 das Zürcher Einkaufszentrum Sihlcity.

## Ehrungen und Auszeichnungen
Hotz wurde mehrfach von der Stadt Zürich die Auszeichnung für gute Bauten in der Stadt Zürich verliehen. 1988 erhielt er vom American Institute of Architects den internationalen R.S. Reynolds Memorial Award für das Paketverteilzentrum Mülligen. 1990 gewann er den Europäischen Preis für Industriearchitektur «Constructa-Preis» mit zwei Auszeichnungen. 1997 wurde ihm die Ehrenmitgliedschaft im Bund Deutscher Architekten BDA verliehen. 1998 wurde er mit der Ehrendoktorwürde der technischen Wissenschaften der ETH Zürich ausgezeichnet, und 2000 wurde er als Mitglied in das Royal Institute of British Architects RIBA aufgenommen. 2002 ehrte ihn die ETH mit der umfassenden Ausstellung «Theo Hotz 1949–2002» im ETH-Hauptgebäude.
Andres Herzog würdigt in seinem Nachruf die «präzisen Stahl- und Glasbauten», bei denen «die Technisierung und Automatisierung eine architektonische Form» erhalte und die den Anspruch erhebe, «aus [der Technik] heraus gestalterische Kraft [zu] schöpfen».
Theo Hotz hat den Theo-Förderpreis für junge Architekten gestiftet, ein Reisestipendium für Absolventen, das 2018 erstmals vergeben wird.

## Bauten (Auswahl)
- Bezirksschule, Wettingen, 1957, 1978
- Hotel Astoria, Luzern, 1957
- Fernmelde-Betriebszentrum, Zürich-Herdern, 1978
- Buchgrindelstrasse, Eigentumswohnungen, Wetzikon 1979–85
- Postbetriebszentrum, Zürich-Mülligen, 1985
- Marti AG, Zürich-Oerlikon, 1985
- Transcolorwerke K. Vogelsang GmbH, Haßmersheim am Neckar, 1985
- Grünenhof, Konferenzgebäude, Zürich 1987–91
- Eidgenössische Materialprüfungsanstalt (St. Gallen), Labor- und Verwaltungsgebäude der EMPA, St. Gallen, 1987–96
- Bürohaus Apollo, Zürich, 1991
- Geschäftshaus zum Löwenplatz, Zürich, 1992
- ABB Dienstleistungsgebäude Konnex, Baden, 1995
- Zahnärztliches Institut der Universität Zürich, Zürich, 1983–98
- Messehalle, Basel, 1999
- Wohnüberbauung Kappeli, Zürich-Altstetten, 2000
- Mehrfamilienhaus Bäckerstrasse, Zürich-Aussersihl, 2000
- MParc (Fachmarktzentrum Surseepark I), Sursee, 2003
- Sihlcity, Zürich, 2007
- Bahnhof Aarau, Aarau, 2008–2010
- Büro- und Geschäftshaus SkyKey, Zürich, 2014
- Wien Hauptbahnhof, Wien, 2012–2015
- Wohn- und Dienstleistungsgebäude Hardturmpark, Baufeld A2, Zürich, 2015
- Bahnhof Aarau, Etappe 2, 2010–2018
- Polizei- und Justizzentrum Zürich (PJZ), Zürich, 2012–2020
- in Planung: Publikumsanlage Bahnhof Bern, 2007–2025
- in Planung: RBS Bahnhof Bern, 2025